# Smeryngolaphria maculipennis
Smeryngolaphria maculipennis là một loài ruồi trong họ Asilidae. Smeryngolaphria maculipennis được Macquart miêu tả năm 1846.